# Max-Reger-Gymnasium Amberg
Das Max-Reger-Gymnasium Amberg ist ein Musisches Gymnasium und die einzige staatliche Internatsschule in der Oberpfalz. Die Schule wurde 1935 im Gebäude des 1880 gegründeten Lehrerseminars eingerichtet und 1965 nach dem Oberpfälzer Komponisten Max Reger benannt.

## Geschichte
Am 2. Oktober 1880 wurde im jetzigen Altbau des Gymnasiums die Kgl. Lehrerbildungs-Anstalt Amberg eröffnet.
1935 wurde anstelle des Lehrerseminars die Deutsche Aufbauschule eingerichtet, die in sechs Jahren zum Abitur führte. Mädchen wurden nun als externe Schülerinnen zugelassen. Nach dem Zweiten Weltkrieg wurden im Jahr 1946 die Aufbauschulen wieder in Lehrerbildungsanstalten umgewandelt. 1950 erfolgte die Erweiterung zur Lehrerbildungsanstalt mit Oberschule in Kurzform. Im Dezember 1951 konnte das kriegsbedingt beschädigte Gebäude wieder bezogen werden. 
Ab 1954 hieß die Schule Deutsches Gymnasium. 1956 ging das Internat in Betrieb.
1965 wurde die Schule umbenannt in Musisches Gymnasium mit dem Namen Max-Reger-Gymnasium (MRG) und um die Langform (in neun Jahren zum Abitur) ergänzt. 
1970 gewann das Internat mehr Platz durch Aufstockung des Altbaus. Am 22. Oktober 1976 wurde der erweiternde Neubau eingeweiht. 2001 wurde die Sanierung des West- und Nordtrakts des Internatsgebäudes (Malteser) abgeschlossen. 2005 feierte die Schule das Festjahr 125 Jahre Max-Reger-Gymnasium. 
Im Jahr 2008 ging der Westflügel (Altbau) mit neuer Küche und neuem Speisesaal in Betrieb. Der barocke Innenhof des Maltesergebäudes wurde nach alten Plänen wieder angelegt.
2012 wurde der Nordflügel (Altbau) fertig restauriert. Im Dezember 2016 genehmigte der Haushaltsausschuss des Bayerischen Landtags die Mittel für die Sanierung und Erweiterung von Ost- und Südtrakt (Altbau). 2018 begannen die zugehörigen Arbeiten, in der Nordhälfte des Innenhofes wurde die neue Aula errichtet. 2022 wurde die Sanierung abgeschlossen, ab 7. November erfolgte der Bezug. Am 29. April 2023 wurden die sanierten Räume und der neue Saal unter Anwesenheit von Ministerpräsident Markus Söder eingeweiht.

## Ausbildungsrichtung
Das Musische Gymnasium legt den Schwerpunkt auf kulturelle Bildung und ganzheitliche Zugangsweisen mit ästhetischen, gestalterisch-kreativen und handlungsorientierten schulischen Angeboten. Grundlage dafür ist ein Stundenplus in den Fächern Musik und Kunst. Musik ist Kern- und Vorrückungsfach.
Folgende Fremdsprachen (FS) werden unterrichtet:
- Englisch (1. FS) ab Jahrgangsstufe (Klasse, K) 5
- Latein (2. FS) ab K 6
- Französisch (3., spät beginnende FS) ab K 10 statt Latein und als Wahlfach
- Spanisch, Italienisch und Tschechisch als Wahlfach

Besondere Angebote in den Fächern Musik, Kunst und Deutsch:
- Musik: durchgehend drei Stunden Musik, davon eine Stunde kostenloser Instrumentalunterricht
- Instrumente: Klavier, Orgel, alle Streich-, Holz- und Blechblasinstrumente
- Chöre, Vokalensembles, Kammermusik, Volksmusik, Bläsergruppen, Bigband, Rockband, Open-Air-Konzert
- Musicalklasse (K 5/6): sie wurde erstmalig 2022 eingerichtet und fördert besondere Fähigkeiten beim Tanzen, Singen und Gestalten
- Kunst und Kunsthandwerk
- Deutsch: Literatur, Rhetorik, Schauspiel, Dramaturgie, „Zeitung macht Schule“

Seit 2014 wird eine Einführungsklasse angeboten. Sie entspricht der Gymnasialjahrgangsstufe 10 und ermöglicht Absolventen von Realschulen, Wirtschaftsschulen und den Mittleren-Reife-Klassen der Mittelschulen die Vorbereitung auf den Übertritt ans Gymnasiums.
Damit wird ein alternativer Weg zur Allgemeinen Hochschulreife angeboten.

## Partnerschaften
Partnerschaften mit Gruppen- oder Einzelschüleraustausch und Patenschaften gibt es mit Schulen und Einrichtungen in
- , Collège Michel Chasles, Epernon
- , Gymnázium Sokolov, Gymnázium Jesenik
- , Byron Nelson High School Texas (Beendet)
- , Keller High School Texas (2024 nur)
- Mitgliedschaft im bundesweiten Schulnetzwerk Schule ohne Rassismus – Schule mit Courage
- Arbeitskreis „Patenkinder“: Unterstützung von Kindern aus Mittel- und Südamerika, Afrika und Südasien.

## Auszeichnungen
- 2002: Jugend-Kulturförderpreis des Bezirks Oberpfalz für die Schülerzeitung „r.reger“ in der Kategorie Schülerzeitungen
- 2007: Jugend-Kulturförderpreis des Bezirks Oberpfalz in der Kategorie Projekte der gemeinsamen Kulturarbeit behinderter und nichtbehinderter Jugendlicher[7]

## Persönlichkeiten

### Schulleiter
Quelle: Festschrift 125 Jahre Max-Reger-Gymnasium
- Albert Findel (1880–1901)
- Max Eichinger (1901–1919)
- Anton Strießl (1919–1927)
- Georg Rummel (1928–1931)
- Georg Joseph Stengel (1931–1943)
- Alfred Schön (1945–1957)
- Otto Mayr (1957–1966)
- Ludwig Guber (1966–1975)
- Erich Bauer (1975–1992)
- Heinz Dutz (1992–1997)
- Dieter Rohleder (1998–2003)
- Franz Gleixner (2003–2008)
- Wolfgang Wolters (2008–2020; † 8. September)
- Georg Meyer (ab 13. Februar 2021)

### Lehrerinnen und Lehrer
- Walter Dolch (1894–1970), Kunsterzieher, Bildnis- und Landschaftsmaler
- Franz Prechtl (1927–2018), Deutsch, Geografie, Geschichte, 1970–1990 Oberbürgermeister der Stadt Amberg
- Max Sturm (1891–1958), Musikpädagoge, Komponist, Pianist
- Karl Winkler (1891–1961), Heimatforscher
- Josef Zilch (1928–2024), Musikpädagoge, Dirigent, Komponist, Prof. em. an der Hochschule für Musik und Theater München

### Schülerinnen und Schüler
- Hans Baumann (1914–1988), Volksschullehrer, Lyriker und NS-Funktionär
- Anton Beer-Walbrunn (1864–1929), Komponist, Professor für Tonsatz an der Hochschule für Musik und Theater München
- Hans Daucher (Kunstpädagoge) (1924–2013), Professor für Kunstpädagogik an der LMU München
- Claudia Gesell (* 1977), Mittelstreckenläuferin
- Helmut Geist (* 1958), Professor für Geographie
- Christoph Hammer (* 1966), Hammerklavierspieler, Professor für historische Tasteninstrumente am Leopold-Mozart-Institut der Universität Augsburg
- Heiner Hopfner (1941–2014), Sänger
- Max Jobst (1908–1943), Komponist
- Rainer Kilbert (* 1964), Orgelbauer in Hönighausen (Lappersdorf bei Regensburg)
- Katrin Klose (* 1990), Komponistin
- Ernst Kutzer (1918–2008), Lehrer und Komponist
- Johann Baptist Laßleben, Oberlehrer, Gründer des gleichnamigen Verlags (Kallmünz). Heimatforscher, 1907 Gründer der Zeitschrift „Die Oberpfalz“
- Wolfgang Lehner (* 1969), Prof. für Systemarchitektur an der TU Dresden[9]. Seit 2023 Mitglied des Wissenschaftsrats.
- Sophia Lösche (1990–2018), Germanistin (BA) und Mordopfer, Abitur 2010
- Georg Nagler (* 1959), Gründungspräsident der Hochschule Hof
- Karl Peissner (1890–1952), Musikdirektor und Komponist
- Florian Post (* 1981), Politiker, 2004–2022 Mitglied der SPD, 2013–2021 MdB, seit 2022 Mitglied der CSU.
- Helmut Schwämmlein (1944–2003), Gymnasiallehrer, Musikwissenschaftler, Gründer der „Musica Antiqua Ambergensis“ Regensburg, Musikpädagoge und Musikforscher
- Karl Schwämmlein (1917–2009), Lehrer und Musikforscher
- Leonhard Stark (1894–1982), Volksschullehrer und Wanderprediger der 20er-Jahre
- Max Sturm (1891–1958), Musikpädagoge und Pianist
- Karl Winkler (1891–1961), Heimatforscher
- Stephan Zippe (* 1972), Professor für Gregorianik und Deutschen Liturgiegesang an der Hochschule für Musik und Theater München